# Eugenia myrciariifolia
Eugenia myrciariifolia là một loài thực vật có hoa trong Họ Đào kim nương. Loài này được Soares-Silva & Sobral mô tả khoa học đầu tiên năm 2004.